# Кусепгали
Кусепгали (г. рожд. неизв. — 1872/73) — казахский султан Младшего жуза из династии Абилхаира. Сын султана Ормана, внук хана Нуралы. Кусепгали в 1838 году вместе с сыновьями Ахметше, Адильгереем, Шангереем, Салимгереем, Жусипом участвовал в освободительном движении против Российского правительства под руководством Кайыпкали Есимова. Султан Кусепгали выразил недовольство Российской колониальной политикой, в 1868—1870 годы участвовал в восстании казахов Младшего жуза против реформ, проводимых на казахской земле. Кусепгали, его сыновья и внуки Куат и Шора Сугиралиевы, были арестованы и сосланы в местечко Старосербск Екатеринославской губернии. В пути Кусепгали скончался.